# Robert Cochran
Robert Cochran é um roteirista e produtor de televisão norte-americano. Ele é mais famoso por produzir a série La Femme Nikita e por criar, junto com Joel Surnow, produzir e escrever a série 24. Pela última, ele venceu dois Primetime Emmy Awards: Melhor Roteiro em Série Dramática e Melhor Série Dramática.